# Hire Madinal, Gangawati
Hire Madinal là một làng thuộc tehsil Gangawati, huyện Koppal, bang Karnataka, Ấn Độ.